# コウキクサ
コウキクサ (学名: Lemna minor) は、ウキクサ亜科のアオウキクサ属に属する浮遊性の水草の1種である。葉状体裏面が紫色を帯びることはなく、根鞘は翼を欠き、根端は鈍頭である。北アメリカ、アフリカ、ヨーロッパ、アジアなど世界各地の淡水域に広く生育しており、オーストラリアにも帰化している。
アオウキクサ属のタイプ種 (模式種) である。日本では、ムラサキコウキクサ (Lemna japonica) やキタグニコウキクサ (Lemna turionifera) がコウキクサと混同されていたことがある (→ #分類)。

## 形態
水面に生育する浮遊植物であり、葉状体 (葉と茎の区別がなく、フロンドともよばれる) と根からなる。葉状体はやや厚みがある広楕円形 (ほぼ左右相称)、1.5–6 x 1–4 ミリメートル (mm)、ふつう不明瞭ながら3脈があり、脈は頂端まで達する (下図1c)。葉状体表面の頂端や中脈上には小突起がある。葉状体の表面は光沢がある明緑色 (日陰では緑色が濃い)、裏面は淡緑色であり、紫色を帯びることはほとんどない。葉状体の裏面からは1本の根が水中へ伸びており、根の長さは 0.5–13 cm、先端は鈍頭、根鞘基部に翼はない。葉状体の基部側面から新たな葉状体を形成して出芽状に増殖する。ふつう葉状体は単体または2–5個がつながった群体を形成している (下図1a, b)。休眠芽 (越冬芽、殖芽) は形成せず、葉状体のままで越冬する。
花期は夏だが開花はまれであり、葉状体の側面に花をつける。花は2個の雄しべと1個の雌しべからなる。花柱は長さ 0.10-0.15 mm、子房は胚珠を1個含む。果実は 0.8-1.0 x 0.8-1.1 mm、縁辺は翼状。種子は 0.7-1.0 x 0.4-0.6 mm、肋がない (10-16本の肋があるとする記述もある)。染色体数は 2n = 40 (2n = 20, 40, 42, 50, 63, 126 とする記述もある)。ゲノム塩基配列が報告されている (481 Mbp; Mbp = 100万塩基対)。また色素体DNA塩基配列も報告されている。

## 分布・生態

水面を覆うコウキクサ (ドイツ)

北米、アフリカ、ヨーロッパから南アジアなどに広く分布し、オーストラリアやニュージーランドに帰化している。日本では北海道から四国に分布している (日本のものは帰化とされることもある)。
池や水路、水田、ハス田などに生育する。西日本では、湧水環境にほぼ限られる。

## 人間との関わり
ウキクサ類は成長が早いため、さまざまな研究に用いられている。特にコウキクサはモデル生物として基礎研究および応用研究に広く用いられており、ゲノム塩基配列も報告されている (上記)。応用研究として、たとえば環境からの鉛やヒ素など有毒物質の除去 (バイオレメディエーション)、排水からの栄養塩 (窒素やリン) の除去、バイオマス燃料、などにコウキクサを用いた研究例がある。またウキクサ類は高タンパク質であり、有用動物の餌とする利用も試みられている。

## 分類
日本においてコウキクサとよばれていたものは、下記の3種を含むことが示されている。

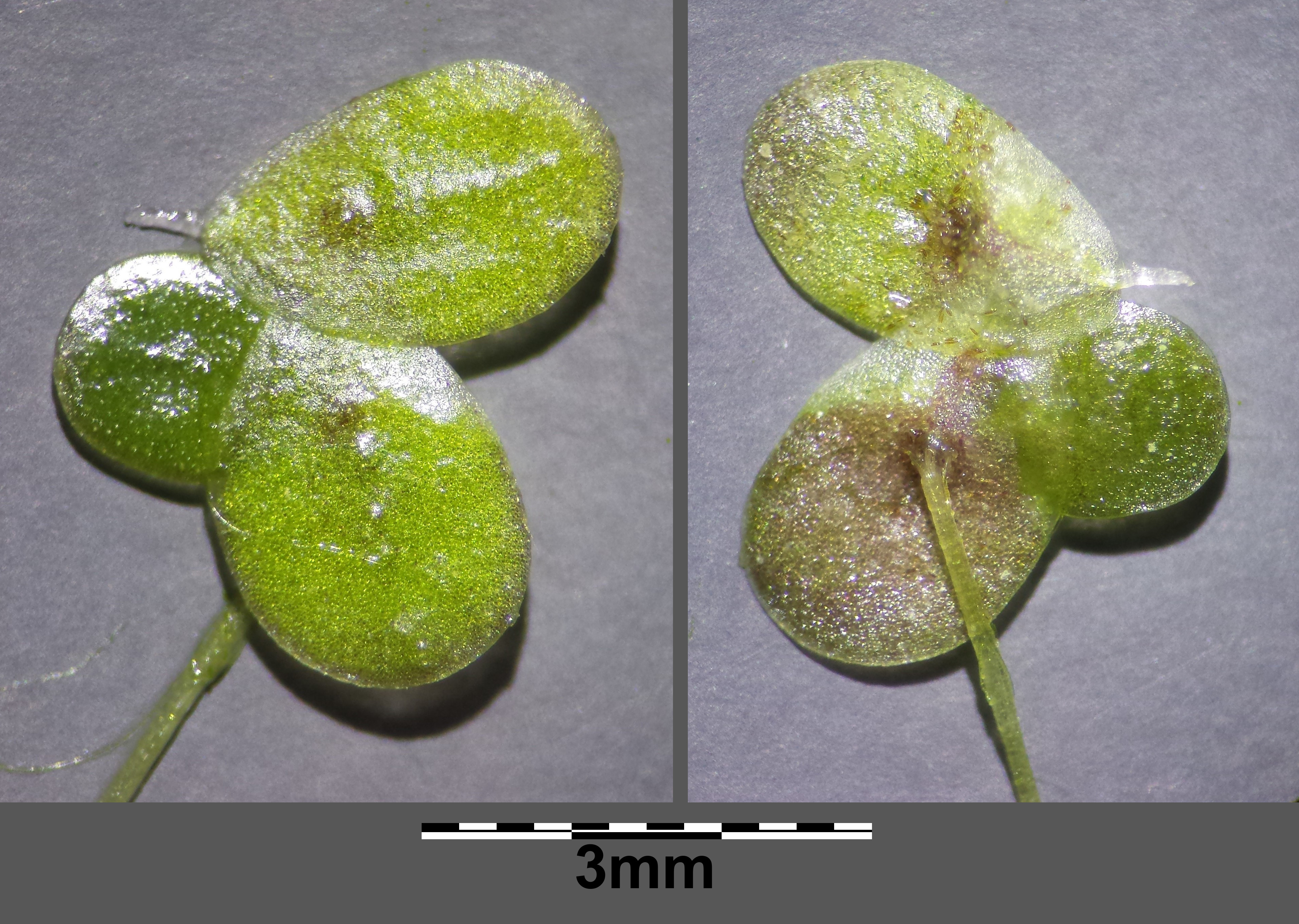
キタグニコウキクサ

- コウキクサ (Lemna minor L., 1753)
葉状体は緑色で裏面が紫色を帯びることはほとんどなく、膨潤しない[4][7][8]。左右の側脈間の距離は、葉状体中央付近または基部側で最大[8]。葉状体は休眠芽をつくらず、そのまま越冬する[7][8]。染色体数は n = 40[7] (20, 40, 42, 50, 63, 126 との記述もある[8])。北米、アフリカ、ヨーロッパから南アジアに分布している (オーストラリアなどに帰化)[1][8]。日本では北海道から四国で報告されており、特に北日本にふつうで日本海沿いに山陰地方まで南下している[4][7][6]。
- ムラサキコウキクサ (Lemna japonica Landolt, 1980)
コウキクサに似るが、葉状体裏面はしばしば紫色を帯び、またやや膨らんでいることがある[4][6][7][17]。左右の側脈間の距離は、葉状体中央付近または基部側で最大[17]。葉状体は休眠芽をつくらず、そのまま越冬する[7][17]。染色体数は n = 50[7] (40, 50, 63 との記述もある[17])。日本、韓国、中国、サハリン、ハバロフスク、カムチャッカに分布し、ノルウェーに帰化している[17][18]。日本全土から見つかるが、特に中部地方以南の太平洋側に多い[4][6]。
- キタグニコウキクサ (Lemna turionifera Landolt, 1975)
コウキクサに似るが、葉状体裏面はしばしば紫色を帯び (右図)、コウキクサほどの厚みはないが、中央脈上の数個の突起が明瞭[6][19]。左右の側脈間の距離は、葉状体中央付近または頂端側で最大[19]。根端は鈍頭だがコウキクサほど丸くはない[6]。休眠芽を形成し、越冬する[6][19]。染色体数は n = 40[7] (40, 42, 50, 80 との記述もある[19])。北米 (帰化ともされる)、ユーラシア北部に分布し、ヨーロッパに帰化している[19][20]。日本では北海道 (主に東部) から報告されている[4][7][6]。エゾコウキクサともよばれた[4][6]。